# حرية سلبية

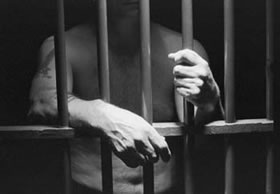

الحرية السلبية هي التحرر من تدخل الآخرين. تُعنى الحرية السلبية بشكل أولي بالتحرر من القيود الخارجية وتعاكس الحرية الإيجابية (الاستحواذ على القوة والمصادر اللازمة لتحقيق إمكانات الفرد). قدم أشعيا برلين هذا التمييز في محاضرته بعنوان «مفهوما الحرية» عام 1958.

## لمحة عامة
«المفهوم السلبي للحرية.... هو أشيع ما يفترض في الدفاعات الليبرالية عن الحريات الدستورية النموذجية للمجتمعات الليبرالية الديموقراطية، مثل حرية الحركة، وحرية الدين، وحرية التعبير، وفي الحجج ضد تدخل الدولة الأبوية أو الأخلاقية. وغالبًا ما يُتذرَّع به في الدفاع عن حق الملكية الخاصة، على الرغم من أن البعض اعترض على الادعاء بأن الملكية الخاصة تعزز الحرية السلبية بالضرورة».

## لمحة تاريخية
طبقًا لتوماس هوبس، فإن «الإنسان الحر هو القادر على فعل الأشياء التي توافق قوته وإرادته فلا يتقيد في فعل ما يملك الرغبة بفعله» (ليفياثيان، الجزء الثاني، الفصل الواحد والعشرون، وذلك في إشارة إلى الحرية بمعناها السلبي).
عبّر كلود أدريان هلفتيوس عن النقطة التالية بوضوح قائلًا: «الرجل الحر: هو الرجل غير المكبل بالحديد، ولا الحبيس في سجن، ولا المُرهَب -كعبد- من العقاب... بينما لا يعتبر عدم الطيران كنسر أو السباحة كحوت فقدانًا للحرية». علاوة على ذلك، صرح جون جاي في أوراق الفيدراليست في المقالة الثانية بأن: «لا شيء أكثر يقينًا من حاجتنا إلى الحكومة؛ فلا غنى لنا عنها، ولا يمكننا إنكار هذه الحاجة أيضًا، فكلما أُنشئت حكومة وكيفما أُنشئت، يجب على الناس التنازل لصالحها عن بعضٍ من حقوقهم الطبيعية، لتفويضها بالصلاحيات اللازمة». قد يُعبَّر عن المعنى الذي أراده جاي بصورة أفضل بوضع «الحرية السلبية» مكان «الحقوق الطبيعية»؛ لأن الحجة هنا هي أن قوة أو سلطة الحكومة التشريعية تُشتَق جزئيًا من قبولنا للقيود على الحرية السلبية.
إحدى الأفكار التي سبقت التمييز بين الحريتين الإيجابية والسلبية هي فكرة جي إف دبليو هيغل «عالَم الحق المجرد» (المعزَّز بعناصر فلسفة الحق)، فتشكل ما يطلق عليه الآن الحرية السلبية، ومُيّز لاحقًا بين «التجرّد» و«الحرية الإيجابية».
في التقليد التحليلي الأنجلوفوني (الناطق بالإنجليزية)، قدم أشعيا برلين التمييز بين الحريتين السلبية والإيجابية في محاضرته عام 1958 بعنوان «مفهوما الحرية». طبقًا لبرلين، فإن التمييز متأصل بعمق في التقليد السياسي. على حد تعبير برلين «تتضمن الحرية بمعناها السلبي الإجابة على سؤال: ما المجال التي يُترَك فيه أو ينبغي فيه ترك الموضوع –سواء كان فردًا أم مجموعة من الأفراد- ليفعل أو يكون ما يقدر أن يفعله أو يكونه، دون تدخل الأشخاص الآخرين». إن من يفرض القيود على الحرية السلبية هو شخص لا الأسباب الطبيعية أو العجز.
وضع المحلل النفسي في مدرسة فرانكفورت والفيلسوف الإنساني إريك فروم تمييزًا مماثلًا بين الحرية الإيجابية والسلبية في عمله عام 1941 بعنوان الخوف من الحرية، والذي سبق مقال برلين بأكثر من عقد. يرى فروم أن التمييز بين نوعي الحرية ينشأ مع تطور البشرية بعيدًا عن النشاط الغريزي الذي يميز الأشكال الحيوانية الأدنى رتبة. ويقول بأن هذا الجانب من الحرية «لا يستخدم هنا بالمعنى الإيجابي (الحرية إلى)، بل بالمعنى السلبي (التحرر من)، أي التحرر من التقييد الغريزي لأفعاله». إذًا بالنسبة لفروم، فإن الحرية السلبية تمثل بداية البشرية كنوع واعٍ لوجوده ومتحرر من الغريزة الأساسية.

يعتبر بعض الفلاسفة السياسيين الاشتراكيين والماركسيين التمييز بين الحريتين الإيجابية والسلبية مشبوهًا، إذ يجادلون أن الحريتين الإيجابية والسلبية لا يمكن تمييزهما عمليًا، أو أن إحداهما لا يمكن أن توجد دون الأخرى. ويجادل برلين على الرغم من أنه ليس اشتراكيًا ولا ماركسيًا، فيقول:
«يترتب على ذلك أن تُرسَم حدود بين منطقة الحياة الخاصة ومنطقة السلطة العامة. ويعد موضع رسمها مسألة مثيرة للجدل، أو بالأحرى مسألة مساومة. إن البشر معتمدون على بعضهم إلى حد كبير، ولا يمكن أن يكون نشاط أي شخص خاصًا بالكامل، فلا يعيق حياة الآخرين بأي شكل. (حرية الرمح تعني الموت للصغار)، حرية البعض لا بد أن تعتمد على تقييد الآخرين».
يدافع المفكر التحرري تيبور ماشان عن الحرية السلبية كونها «ضرورية للاختبار الأخلاقي، ثم لازدهار البشرية»، مدعيًا أنها «مأمونة إذا كانت حقوق الأفراد الأعضاء في المجتمع الإنساني بالحياة والعمل التطوعي (أو حرية الإنتاج) والملكية محترمة عالميًا وملاحظة ومدافَع عنها».

## الحرية السلبية والسلطة: هوبس ولوك
قد يتساءل الفرد «كيف يمكن أن توفّق رغبة الفرد بالحرية مع الحاجة المفترضة للسلطة؟» توفر إجابة العديد من المفكرين على هذا السؤال خط الصدع لفهم رؤيتهم للحرية وتوفر كذلك مجموعة من المفاهيم المتشابكة مثل السلطة والمساواة والعدالة.
يقدم هوبس ولوك حلين مؤثرين وممثلين لهذا السؤال. كنقطة انطلاق، يتفق كلاهما على وجوب رسم خط وتحديد مساحة واضحة يتمكن فيها الفرد من التصرف دون عوائق طبقًا لأذواقه ورغباته وميوله. تعرف هذه المنطقة بالمساحة المقدسة للحرية الشخصية. ولكنهما آمنا أن لا مجتمع يمكن أن يقوم دون بعض السلطة، إذ يكون الهدف المراد من السلطة هو منع التضارب بين الأطراف المختلفة، ثم وضع الحدود التي تعين بداية ونهاية نطاق الحرية لكل شخص. يختلف هوبس ولوك في ناحية مدى النطاق. إذ يقول هوبس، الذي تبنى رؤية سلبية للطبيعة البشرية، بأن هناك حاجة لسلطة قوية تكبح نزعات الإنسان الفاسدة والوحشية والجامحة جوهريًا. لا يمكن إلا للسلطة القوية أن تبعِد تهديد الفوضى الثابت الذي يلوح في الأفق دائمًا. آمن لوك -في المقابل- بأن الخير يطغى على الشر لدى البشر على العموم، لذا يمكن ترك مجال الحرية الفردية مفتوحًا.

إن قضية لوك غامضة أكثر بقليل من هوبس؛ لأنه على الرغم من أن مفهومه للحرية كان أكثر سلبية (فيما يخص عدم التدخل)، اختلف بأنه دعم التقليد الجمهوري للحرية برفضه فكرة أن الفرد يمكن أن يكون حرًا إذا كان تحت القوة التعسفية لفرد آخر:
«إن هذا التحرر من القوة التعسفية المطلقة ضروري جدًا لحماية الفرد ومرتبط بها بشكل وثيق، إذ إنه لا يستطيع أن ينفصل عنه، إلا بما يُفقِدُه حمايته وحياته معًا: بالنسبة لفرد لا يملك السلطة على حياته الخاصة، لا يمكنه أن يستعبد نفسه لأي شخص، ولا أن يضع نفسه تحت السلطة التعسفية المطلقة لفرد آخر، بالاتفاق أو برضاه الشخصي ليسلبه حياته حين يرغب بذلك. لا يمكن لأحد منح قوة أكثر مما يملك، ومن لا يستطيع نزع حياته الخاصة، لا يمكنه أن يمنح فردًا آخر هذه القوة. في الواقع، بعد أن يخسر حياته بسبب خطئه، بعمل استحق عليه الموت، يمكن لمن فقد الفرد حياته لصالحه أن يؤخر موته (حين يكون تحت سلطته)، ويستفيد منه لخدمته الخاصة، ولا يصيبه بأي أذى: لأنه حين يجد أن صعوبة عبوديته تفوق قيمة حياته، يصبح قادرًا على أن يختار لنفسه الموت الذي يرغب به، مقاومًا إرادة سيده.